# Allouagne
Allouagne là một xã trong vùng Hauts-de-France, thuộc tỉnh Pas-de-Calais, quận Béthune, tổng Béthune-Sud. Tọa độ địa lý của xã là 50° 31' vĩ độ bắc, 02° 30' kinh độ đông. Allouagne nằm trên độ cao trung bình là 50 mét trên mực nước biển, có điểm thấp nhất là 20 mét và điểm cao nhất là 100 mét. Xã có diện tích 7,81 km², dân số vào thời điểm 1999 là 3055 người; mật độ dân số là 391 người/km².

## Thông tin nhân khẩu
| 1962  | 1968  | 1975  | 1982  | 1990  | 1999  |
| ----- | ----- | ----- | ----- | ----- | ----- |
| 2.703 | 2.918 | 2.964 | 2.970 | 3.055 | 3.055 |

## Các thành phố kết nghĩa
- Schwerte, Đức